# Boreum Cavus
Il Boreum Cavus è una formazione geologica della superficie di Marte.